# Булгерень
Булгерень, Булгерені (рум. Bulgăreni) — село у повіті Харгіта в Румунії. Входить до складу комуни Лупень.
Село розташоване на відстані 224 км на північ від Бухареста, 42 км на захід від М'єркуря-Чука, 134 км на схід від Клуж-Напоки, 83 км на північ від Брашова.

## Населення
За даними перепису населення 2002 року у селі проживали 289 осіб, з них 288 осіб (99,7%) угорців. Рідною мовою 288 осіб (99,7%) назвали угорську.